# Corriere della Valle
Il Corriere della Valle - Courrier de la Vallée d'Aoste è un settimanale della Diocesi di Aosta fondato nel 1950.

## Storia
È fondato il 6 gennaio 1950 da mons. Fausto Vallainc e da Alfonso Commod.
È stato diretto da: don Giovanni Christille (1951 - 1969), don Tarcisio Lassalaz (1969 - 1981), mons. Alberto Maria Careggio (1982), don Giulio Vuillermoz (1982 - 1997) e Valiero Miozzi (1997 - 1999).

## Descrizione
Esce il giovedì.
In collaborazione con LaValsusa (settimanale della val Susa) e La Vie nouvelle (settimanale di Chambéry), all'interno di un progetto Interreg, ha pubblicato il giornale 3 Alpi.